# Halászkikötő (Tallinn)
A Halászkikötő (észtül: Kalasadam) Észtország fővárosában, Tallinnban, a Tallinni-öbölben elhelyezkedő utaskikötő.

## Története
A napjainkban Halászstrandként (Kalarand) ismert terület volt a középkorban Tallinnban a halászcsónakok legfőbb kikötője, a 19–20. századra pedig pedig a legjelentősebb halkereskedelmi hellyé vált a partszakasz. 1924–1925-ben betonozott kikötőt építettek a halászhajók számára a területen. A második világháborúig ez volt a legjelentősebb halászati kikötő Észtországban, a kifogott hal 10%-ka ebbe a kikötőbe érkezett.
1968-tól 1997-ig a Hajógyár (Laevtehas) nevű kolhozcsoport, majd később a Kalarand cég  volt a tulajdonosa. Az ott található épületeket a Pro Kapital vállalat vásárolta meg. Tallinn városi önkormányzata később a földterületet is privatizálta, és az egész kikötő a Pro Kapital tulajdonába került.

## Napjainkban
A Halászkikötő napjainkben az Észt Hajózási Hivatal által regisztrált utaskikötőként üzemel. A Tallinnhoz közeli Aegna-szigetre közlekedő hajók kikötőhelye A kikötő partján működik a 2012-ben felújított Halpiac (Kalaturg).
A terület egy részén a tulajdonos egy ingatlanfejlesztési projekt keretében Pro Kapital lakóházakat szeretne felépíten, ami a lakosság ellenállásába ütközik.